# Nicola Bryant
Nicola Jane Bryant (ur. 11 października 1960 w Guildford) – brytyjska aktorka filmowa, telewizyjna i teatralna.
Znana jest przede wszystkim z roli Peri Brown z brytyjskiego serialu science-fiction pt. Doktor Who, w którą wcielała się w latach 1984–1986. Doktor Who był dla niej debiutem aktorskim. W 1993 roku wystąpiła w charytatywnym odcinku specjalnym przygotowanym na 30-lecie istnienia serialu pt. Dimensions in Time.

## Filmografia
Źródło:

### Filmy
| Rok  | Nazwa filmu          | Rola         | Uwagi                                          |
| ---- | -------------------- | ------------ | ---------------------------------------------- |
| 1992 | Summoned by Shadows  | Pani Brown   | film video; część sagi filmowej „The Stranger” |
| 1992 | More Than a Messiah  | Pani Brown   | film video; część sagi filmowej „The Stranger” |
| 1993 | In Memory Alone      | Pani Brown   | film video; część sagi filmowej „The Stranger” |
| 1993 | The Airzone Solution | Elenya Brown | film video                                     |
| 1998 | Parting Shots        | Beverley     |                                                |
| 2000 | TravelWise           | Laura        | film video                                     |

### Seriale
| Rok             | Nazwa serialu      | Rola                                | Uwagi                                  |
| --------------- | ------------------ | ----------------------------------- | -------------------------------------- |
| 1984-1986; 1993 | Doktor Who         | Peri Brown                          | 33 odcinki (11 historii)               |
| 1988            | Czarna Żmija       | Millicent                           | odc. „Opowieść wigilijna Czarnej Żmii” |
| 1995            | The Biz            | Martine                             |                                        |
| 1996            | The 10 Percenters  | Julia                               | odc. „Wedding”                         |
| 1998            | Animal Ark         | Sara Lawson                         | odc. „Bunnies in the Bathroom”         |
| 2000            | Na sygnale         | Susan Harris                        | odc. „Fall Out”                        |
| 2000; 2010      | Doctors            | Jackie Fallon / Sonia Heyward-Smith | 2 odcinki                              |
| 2007; 2010      | Szpital Holby City | Reporterka / Catherine Sloman       | 2 odcinki                              |
| 2009; 2010      | Moja rodzinka      | Janet; Anne                         | 2 odcinki                              |
| 2010            | Scoop              | Anne Boleyn                         | odc. „Back Tud-or Future”              |